# Ea T'ling
Ea T'ling (đọc là /e-a-tờ-linh/) là thị trấn huyện lỵ của huyện Cư Jút, tỉnh Đắk Nông, Việt Nam.

## Địa lý
Thị trấn Ea T'ling nằm ở trung tâm huyện Cư Jút, cách thành phố Gia Nghĩa 100 km về phía bắc và cách thành phố Buôn Ma Thuột 20 km về phía tây, có vị trí địa lý:
- Phía đông giáp xã Tâm Thắng
- Phía tây giáp xã Trúc Sơn
- Phía nam giáp xã Đắk Sôr, huyện Krông Nô và xã Hòa Phú, thành phố Buôn Ma Thuột và xã Dray Sáp, huyện Krông Ana, tỉnh Đắk Lắk
- Phía bắc giáp xã Nam Dong và xã Tâm Thắng.

Thị trấn Ea T'ling có diện tích 22,68 km², dân số năm 2019 là 16.893 người, mật độ dân số đạt 745 người/km².

## Hành chính
Thị trấn Ea T'ling được chia thành 10 tổ dân phố: 1, 2, 3, 4, 5, 6, 7, 8, 9, 11 và 3 bon: U1, U2, U3.

## Lịch sử
Trước đây, Ea T'ling là một xã thuộc thị xã Buôn Ma Thuột.
Ngày 26 tháng 1 năm 1989, Hội đồng Bộ trưởng đã có Quyết định số 09/QĐ-HĐBT về việc thành lập xã Ea T'ling trên cơ sở tách một phần diện tích và dân số của xã Cư Jút cũ.
Ngày 14 tháng 9 năm 1989, xã Ea T'ling được chia thành 3 xã: Ea T'ling, Tâm Thắng, Trúc Sơn.
Ngày 19 tháng 6 năm 1990, Hội đồng Bộ trưởng ban hành Quyết định 227-HĐBT. Theo đó, chuyển xã Ea T'ling về huyện Cư Jút mới thành lập.
Ngày 26 tháng 5 năm 1992, Ban Tổ chức Chính phủ ban hành Quyết định số 313-TCCP. Theo đó:
- Thành lập thị trấn Ea T'ling, thị trấn huyện lỵ huyện Cư Jút trên cơ sở điều chỉnh 1.200 ha diện tích tự nhiên và toàn bộ dân số của xã Ea T'ling
- Điều chỉnh 2.010 ha diện tích tự nhiên còn lại của xã Ea T'ling về xã Trúc Sơn quản lý.

Ngày 18 tháng 6 năm 2020, Bộ Xây dựng ban hành Quyết định số 818/QĐ-BXD về việc công nhận thị trấn Ea T'ling mở rộng (gồm thị trấn Ea T'ling và xã Tâm Thắng) là đô thị loại IV.